# Spud Chandler
Spurgeon Ferdinand Chandler (Commerce, Georgia, 12 de septiembre de 1907-South Pasadena, Florida, 9 de enero de 1990), más conocido como Spud Chandler, fue un jugador profesional estadounidense de béisbol que se desempeñó en la posición de lanzador en las Grandes Ligas de Béisbol (MLB). Logró obtener el premio MVP (jugador más valioso).

## Carrera
Chandler comenzó a jugar como profesional en New York Yankees, equipo donde jugó once temporadas (1937-1947), y en el que se retiró.

## Premios
Fue galardonado con el MVP (jugador más valioso) en una oportunidad (1943).